# Pražského povstání (stanice metra)

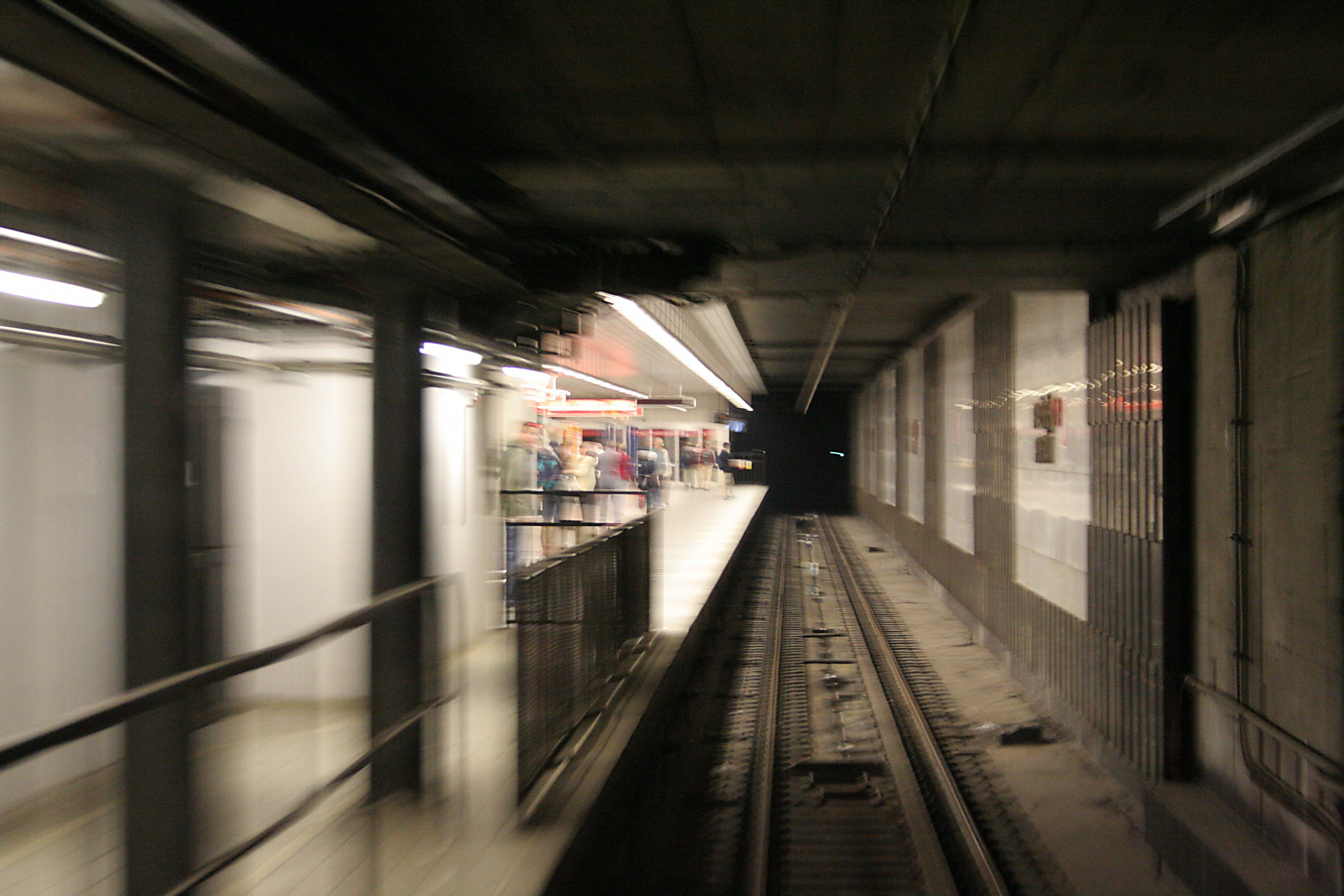
Pohled z kabiny řidiče, přijíždějícího do stanice Pražského povstání

Pražského povstání (zkratka PP) je stanice metra metra v Praze, nacházející se na lince C, na jejím historicky prvním úseku, označovaném jako I.C. Byla otevřena veřejnosti 9. května 1974. Uvažovalo se i o názvu 5. května či Náměstí Hrdinů. Stanice leží pod ulicí Na Pankráci na náměstí Hrdinů.

## Charakteristika stanice
Jedná se o hloubenou jednopodlažní stanici železobetonové monolitické konstrukce, která je postavena ve velké otevřené jámě a zastřešena prefabrikovanými nosníky. Založena byla v osmimetrové hloubce.
Její délka činí 257,3 metrů, z toho samotné nástupiště se na ní podílí okolo 100 m. To je ostrovní, o rozměrech 10,2 m (šířka) a 3,3 m (výška). Také je podpíráno dvěma relativně velkými sloupy obdélníkového půdorysu, které jsou umístěny poblíž výstupu ze stanice – ty totiž tvoří podporu ještě také pro kolektor inženýrských sítí umístěný nad samotnou stanicí.
Stanice byla zakládána v podzemních stěnách (7080 m² + 625 m² pilotových stěn), na něž byly uloženy stropní prefabrikáty (1600 m³ prefabrikátů). Pod nimi se těžily budoucí prostory stanice (58 800 m³ horniny). Značné problémy způsobila podzemní voda, kvůli které bylo nutné stavbu důkladně zaizolovat. Celkem stavba spotřebovala 6700 m³ betonu + prefabrikáty.
Z nástupiště vede ven jeden výstup po pevném schodišti do malého podzemního vestibulu pod budovou Centrotexu, z nějž vede několik výstupů k ulici Na Pankráci na západním okraji náměstí Hrdinů, a to severní směrem k ulici Lomnického a jižní k ulici Děkanská vinice I. Pod žádnou z těchto ulic nevede z vestibulu podchod – je možno je překonat jen po úrovňových přechodech, které jsou vybaveny světelnou signalizací.
Směrem ke Kačerovu a stanici Háje se nachází kusá kolej (tzv. jeskyně), která slouží jako odstavná. Opačným směrem, ke stanici Vyšehrad je pak zřízena kolejová spojka umožňující obrat vlaků jedoucích z obou směrů.
Obklad stanice tvoří různé mramorové desky, plasticky uspořádané – tmavě šedé (v pozadí) a bílé (v popředí). Stanice byla vybudována v letech 1969 až 1974; náklady na výstavbu dosáhly celkem 110,4 milionů Kčs.

## Návazná doprava
Návaznou dopravu do oblasti Podolí, sídliště Pankrác, Krče, a ke stanici metra Budějovická představuje autobusová linka 134 (zastávka Pražského povstání v ulici Děkanská vinice I., případně zastávka Klikovka v ulici Lomnického), do centra Nuslí a na kraj Vršovic jede linka 193 ze společné tramvajové stanice "Pražského povstání" (některé spoje zde končí), do Krče a Kunratic linka 193 z ulice Na Pankráci. V ulici Na Pankráci je též zastávka tramvají nazvaná "Pražského povstání", v níž jezdí pravidelné linky tramvají 18, 19 (v noci 93) a vlaky dalších linek vyjíždějící z vozovny Pankrác či zatahující zpět. V noci jezdí ve směru trasy metra a ulice Na Pankráci svazek nočních autobusových linek.